# Microtropis crassifolia
Microtropis crassifolia är en benvedsväxtart som beskrevs av William Grant Craib. Microtropis crassifolia ingår i släktet Microtropis och familjen Celastraceae. Inga underarter finns listade.